# 菲爾特 (黑森州)
菲尔特（德語：Fürth，發音：[fʏʁt] ⓘ）是德国黑森州达姆施塔特行政区贝格施特拉瑟县的市镇，面积38.41平方千米，2023年12月31日人口为10,886人。

## 友好城市
- 法國 蒂济（1969年；今蒂济莱布尔）
- 羅馬尼亞 澤布拉尼（2003年）